# Яламов, Эдуард Спиридонович
Эдуа́рд Спиридо́нович Яла́мов (3 декабря 1938, Пышма, Свердловская область — 21 июля 2005, Екатеринбург) — советский и российский управленец, директор Уральского оптико-механического завода (УОМЗ; 1988—2005).

## Биография
Отец, Спиридон Павлович, был квалифицированным специалистом в цветной металлургии. С началом войны ушёл добровольцем на фронт, где погиб в 1944 году.
В 1961 году окончил Уральский политехнический институт (УПИ), поступил инженером-технологом на Уральский оптико-механический завод (УОМЗ).
С 1988 по 2005 год генеральный директор УОМЗ.
Неоднократно ему предлагали занять министерскую должность. Согласившись, переехал в Москву, однако его выдвижение не было согласовано со Свердловским обкомом партии, и Яламов вернулся на Урал.
С 1997 года под руководством Э. С. Яламова в УОМЗ развивалось производство светотехнической аппаратуры, был разработан ряд оптических приборов — визиров для пилотируемых станций «Мир», «Салют» и «Прогресс». К разработке и выпуску медицинского оборудования УОМЗ приступил в конце 1980-х годов, вступив на путь конверсионных преобразований; был начат выпуск инкубаторов для новорожденных, фототерапевтических облучателей для лечения желтухи, дефибрилляторов, открытых неонатальных реанимационных столов, наборов линз для подбора очков, синоптофоров (прибор для исправления косоглазия) и проекторов офтальмологических знаков.
С 1994 года являлся членом президиума Союза предприятий оборонных отраслей промышленности Свердловской области, с 1999 года — советником Российской академии ракетных и артиллерийских наук (РАРАН).
Увлекался физкультурой и спортом. В середине 1980- х годов предприятием была взята под опеку хоккейная команда «Луч», выступавшая на чемпионате СССР. В спортклубе УОМЗ «Луч» занимались Ольга Котлярова, Татьяна Егорова, Риф Табабилов, Юрий Зайков, Константин Кривохижин, Борис Вашляев. Были введены в эксплуатацию Дом спорта и манеж. В секциях и кружках занимаются спортом несколько тысяч детей и сотрудников завода. Проводятся соревнования памяти Э. С. Яламова. Завод шефствует над детским домом в Малом Истоке.
Скончался после тяжёлой и продолжительной болезни. Гражданская панихида прошла 25 июля в Екатеринбурге. Похоронен на Сибирском кладбище города.

## Награды
- Орден «За заслуги перед Отечеством» II степени (15 января 2004[2], вручение состоялось 25 июня 2004)[3];
- Орден «За заслуги перед Отечеством» III степени (1998) — за большой вклад в укрепление обороноспособности страны и создание высокотехнологичной и наукоемкой аппаратуры[2];
- Орден Октябрьской Революции (1986)[1];
- Два ордена Трудового Красного Знамени (1974, 1978)[1];
- Орден «Знак Почета» (1971)[1];
- Медаль «В ознаменование 100-летия со дня рождения Владимира Ильича Ленина» (1970);
- Юбилейная медаль «300 лет Российскому флоту» (1996);
- Заслуженный работник промышленности СССР (1991);[источник не указан 614 дней]
- Государственная премия СССР в области ракетостроения (1981)[1];
- Почётный машиностроитель (2000);
- Медаль С. А. Зверева (Оптическое общество имени Д. С. Рождественского (1997);
- Почётный знак «За заслуги в развитии физической культуры и спорта»;
- Почётный знак «За заслуги в развитии Олимпийского движения в России»;
- Почётный гражданин Екатеринбурга (2002)[1];
- Почётная грамота Екатеринбургской городской Думы (25 ноября 2003) — за большой личный вклад в решение государственных заданий по разработке и производству специальной техники, развитие конверсионных направлений завода по медицинской, светотехнической и другой гражданской продукции и в связи с 65-летием со дня рождения[4];
- Премия МОО «МАК-СовАсК» «Российский лидер качества — 2003» — за достижения в области обеспечения качества 2003 года[5];
- Национальная премия «Золотая идея» в 2003 года (по итогам 2002), (I премия) — за личный вклад в развитие военно-технического сотрудничества[6];
- Премия имени В. Н. Татищева и Г. В. де Геннина в области техники (9 ноября 2001) — за создание и внедрение высокоэкономичных энергосберегающих средств управления дорожным движением[7].

## Увековечение памяти
- 21 июля 2006 года на УОМЗ прошёл день памяти Яламова. К дате был снят фильм о его жизни и деятельности «Личное дело. Годы судьбы Эдуарда Яламова»[8].
- Приказом Федерального агентства по промышленности № 186 от 24 мая 2006 года предприятию УОМЗ присвоено имя Яламова[9].
- Постановлением главы Екатеринбурга № 671 от 13 июля 2006 года новой улице в районе Центрального парка культуры и отдыха имени Маяковского между улицей Восточной и переулком Базовым присвоено имя Яламова[10].